# Acta Naturae
Acta Naturae — ежеквартальный российский научный журнал, освещающий вопросы наук о живом и биотехнологий, а также проблемы инновационного развития этого направления. Журнал выходит с июня 2009 года, издаётся на русском (ISSN: 2075-8243) и английском языке (ISSN: 2075-8251). Издатель журнала — ООО «Парк-медиа».
Редакционный совет «Acta Naturae» возглавляет академик РАН А. И. Григорьев, а соредакторами являются академик РАН А. Г. Габибов и член-корреспондент РАН С. Н. Кочетков. В состав редакции входят авторитетные российские специалисты в области наук о живом.
«Acta Naturae» входит в перечень рецензируемых научных журналов ВАК, в которых должны быть опубликованы основные научные результаты диссертаций на соискание учёных степеней учёной степени кандидата и доктора наук. Издание включено в международную базу данных PubMed и международную систему цитирования Web of Science.

## Возможный перевод названия
Из интервью руководителя проекта «Acta Naturae» Рэма Рэмовича Петрова:

Рэм Рэмович, как можно перевести Acta Naturae — «Хроники природы»?

Это один из вариантов. Можно и так — «Природные записки». Кстати, сначала мы хотели назвать журнал «Живые системы». Но потом решили оставить это название для следующего издания, которое, может быть, мы будем издавать в формате B2B. То есть не столько научный, как Acta Naturae, сколько посвященный технологиям и связанному с ними бизнесу.